# Bricostore
Bricostore a fost un lanț de magazine de bricolaj fondat de familia franceză Bresson. Bricostore a deschis primul magazin de bricolaj din România în martie 2002, în zona Militari de lângă București, și, ulterior, a ajuns la 15 magazine în martie 2011. În aprilie 2013, compania britanică Kingfisher a cumpărat cele 15 magazine pentru 75 milioane de euro, care au fost redeschise sub un alt format și redenumite Brico Dépôt.
Compania a mai avut 7 magazine în Franța între 1991 și 2001, 8 magazine în Ungaria între 1999 și 2012 și 3 magazine în Croația între 2004 și 2013.